# Louis Querbes
Louis Marie-Joseph Querbes, né à Lyon le 21 août 1793 et décédé à Vourles (France) le 1er septembre 1859, est un prêtre français fondateur de l'institut religieux des Clercs de Saint-Viateur, dont les membres sont appelés Viatoriens,. L'Église catholique a entamé la cause pour sa béatification, et l'a reconnu vénérable en 2019.

## Biographie

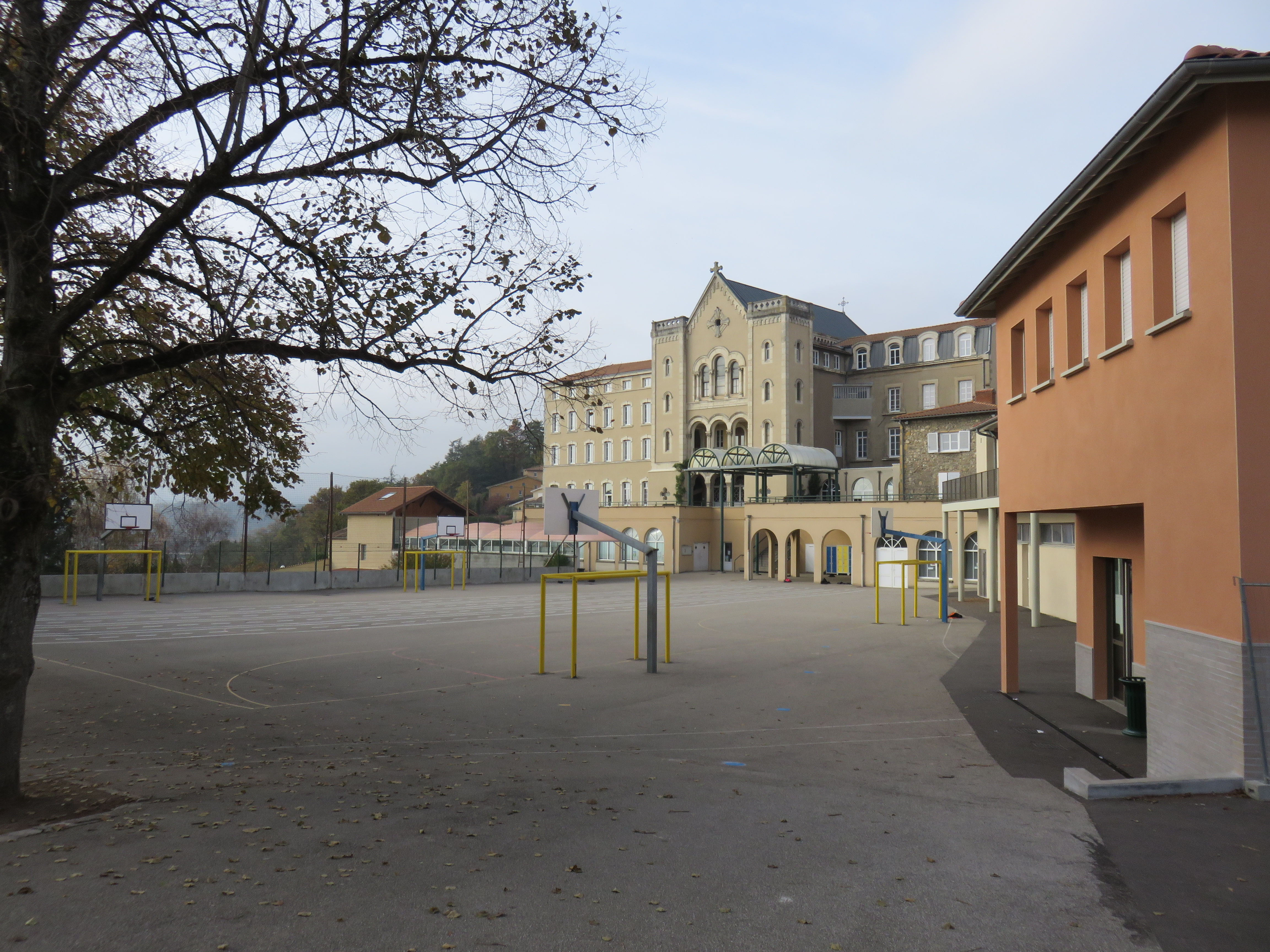
Le collège privé Louis-Querbes à Vourles.

Fils d'un paysan d'origine aveyronnaise fervent catholique natif des Canabières (ancienne paroisse près de Salles-Curan) venu travailler à Lyon où il s'installe comme tailleur, le jeune Louis entre en 1805 à l'école paroissiale de Saint-Nizier, puis au séminaire Saint-Irénée en 1812. Ne pouvant entrer dans la Compagnie de Jésus (qui ne sera rétablie qu'en 1814), il est ordonné prêtre pour le clergé séculier le 17 décembre 1816.
Après un court vicariat dans sa paroisse natale, où il est déjà remarqué par son excellente prédication, Querbes est nommé curé à Vourles où il restera jusqu'à sa mort. Entre 1834 et 1836 il y reçoit comme vicaire l'abbé Faivre. Au lendemain de la Révolution, il entreprend la difficile tâche de restaurer la vie chrétienne et ranimer la foi de ses fidèles. Ayant eu la chance et la capacité de suivre de sérieuses études (il eut comme professeur le grammairien Guy-Marie Deplace), il se désole de voir tant d'enfants pauvres laissés sans instruction. S'il parvient à ouvrir une école de filles, grâce à la congrégation des sœurs Saint-Charles, il échoue à obtenir une école pour garçons. Sa paroisse est trop petite.
Querbes pense rapidement à élargir son action et il fonde dès 1830 une association de personnes à la fois instituteurs, catéchistes et sacristains sous la protection de saint Viateur de Lyon (clerc lyonnais du IVe siècle), appelé Clercs de Saint-Viateur. Ces enseignants qui étaient isolés dans les campagnes furent formés dans une sorte de séminaire sous l'égide des curés de paroisses qui avaient la fonction de leur apporter une aide spirituelle et pédagogique tout au long de leur apostolat. Après avoir été approuvée par ordonnance royale en 1830, et  par l'évêque local l'année suivante, la Société charitable des écoles de Saint-Viateur reçoit l'approbation pontificale, le 31 mai 1839. La congrégation religieuse est autorisée en 1851 à exercer en dehors de l'Académie de Lyon. Mais elle avait déjà essaimé en Inde et au Canada (1847). Elle s'implantera en Aveyron, à Nant, Espalion et Rodez.
L'intuition du père Querbes, qui voulait mettre à l'honneur la collaboration avec les laïcs, est devenue depuis le concile Vatican II et son décret Apostolicam Actuositatem une orientation majeure de l'Église catholique dans le monde moderne.

## Vénération et reconnaissance publique
- Le journal La Croix du 27 février 2006 annonce que la cause en béatification du Père Louis Querbes vient d'être ouverte par le Cardinal Philippe Barbarin, archevêque de Lyon. Voir: Canonisation.
- Un lycée ruthénois qui a regroupé plusieurs établissements en 1995, porte son nom[4].
- Le 3 octobre 2019, le pape François a autorisé la Congrégation pour la Cause des Saints à promulguer le décret reconnaissant les vertus héroïques du Serviteur de Dieu Jean-Louis Querbes[5].